# Pasión
Pasión (no Brasil: Paixão) é uma telenovela mexicana produzida por Carla Estrada para a Televisa e exibida pelo Canal de las Estrellas entre 17 de setembro de 2007 e 22 de fevereiro de 2008 em 95 capítulos, substituindo Destilando amor e sendo substituída por Alma de hierro.
A trama foi escrita por María Zarattini e teve direção geral de Arturo Lorca.
Foi protagonizada por Susana González, Fernando Colunga e Sebastián Rulli e antagonizada por Daniela Castro, Juan Ferrara, José Elías Moreno, Maty Huitrón e Maite Embil.

## Enredo
Camila é a filha do dono do molino de San Fernando, uma moça bonita e alegre que está comprometida com Santiago, um jovem bom, dono de uma pequena ferraria. Santiago esteve ausente cativo dos ingleses por 4 anos até que um dia regressa a San Fernando com a intenção de se casar com Camila. No banquete prévio ao casamento, Don Jorge Mancera, o regidor do povo, exige o direito à primeira noite e obriga Camila a se deitar com ele. Camila e sua família se recusam, mas os amigos de Jorge levam-na à força e ferem Santiago gravemente. No palácio Jorge, por ter bebido demais, não consegue consumar o ato sexual e dorme. Camila foge para ver Santiago e contar que nada aconteceu, mas ele está a ponto de morrer e o padre é chamado para a bênção dos santos óleos. Camila não aceita e foge ao rio onde chora desconsolada, ali é golpeada e raptada por piratas que a levam até uma praia onde traficam escravos: ali conhece Jimena e Claudio, tornando-se amigos até que chegam à Mariana onde é comprada por Timoteo, um idoso cruel e malvado, que a leva para viver com sua filha Lisabeta, que é cega, e Francisca, sua irmã. Camila é obrigada a casar-se com Timoteo com a condição de que, uma vez que ele morra, ela ficará livre. Antes do casamento Camila convence Francisca de que envie uma carta a sua família para que a resgatem, e que irá sem exigir herança. Quem recebe a carta é Rita, irmã de Camila que sempre a invejou e resolve não falar para ninguém sobre a carta, para poder se casar com Santiago. Timoteo tem um sobrinho, Ricardo, que por uma jogada do destino termina como pirata contra sua vontade, já que era tanto o ódio que Timoteo tinha de seu irmão que após sua morte resolve se vingar em seu sobrinho e o acusa de assassinato, o obrigando a fugir: o barco é assaltado por piratas, que lhe dão a escolha entre a Morte ou a Pirataria. Timoteo morre, Camila herda tudo e Lisabeta fica na rua. Camila regressa a San Fernando rica, mas Francisca consegue uma carta do médico de Timoteo onde assegura que o casamento de Camila não se consumou e deverá entregar sua fortuna. Ricardo e Camila se apaixonam e deverão enfrentar a todos os que lutam para destruir seu amor, principalmente Lisabeta, sua inimiga mais poderosa, já que tem a carta do médico e pode delatar a Ricardo de ser Pirata, e é apaixonada por ele.

## Elenco
- Susana González - Camila Darién vda. de De Salamanca/ Camila Darién De Salamanca y Almonte.
- Fernando Colunga - Ricardo de Salamanca y Almonte 'El Antillano'
- Daniela Castro - Maria Lisabeta de Salamanca
- Sebastián Rulli - Santiago Márquez
- José Elías Moreno - Alberto Lafont y Espinoza
- Juan Ferrara - Jorge Mancera y Ruiz
- Rocío Banquells - Ofelia de Márquez
- Gabriela Rivero - Fortunata
- Raymundo Capetillo - Justo Darién
- Maty Huitrón - Francisca
- Mariana Karr - Sofía de Mancera
- Kika Edgar - Inés Márquez
- Alberto Estrella - Mario Fuentes
- Maya Mishalska - Úrsula Mancera
- Maite Embil - Rita Darién
- Marcelo Córdoba - Ascanio González
- Marisol del Olmo - Jimena Hernández
- Anaís - Manuela Lafont
- Willian Levy - Vasco Darién
- Carlos López Estrada - Claudio Fernández de la Cueva
- Isela Vega - La Paisana
- Luis José Santander - John Foreman
- Eric del Castillo - Gaspar
- Alejandro Ávila - Pirata Juancho
- José Antonio Barón - Agustín
- Antonio Brenan - Crispín
- Jorge Brenan - Pancho
- Chao - Enrique Reyes
- Luis Couturier - Padre Lorenzo
- Iliana de la Garza - Cleotilde
- Alejandro Felipe - Paco Darién
- Maya Ricote Rivero - Tita
- Hugo Macías Macotela - Marcelino
- Martín Ferro - Mateo
- Rocío Gallardo - Nicéfora
- Toño Infante - Gonzalo
- Paco Ibáñez - Pirata
- Eduardo Linares - Claudio
- Joshio - El Chino
- Xorge Noble - Bermejo
- Oscar Ortiz de Pinedo - Salvador
- Evelyn Solares - Ágata
- Arturo Vázquez - Pablo
- Andrés Zuno - Bernabé
- Luis Reynoso - Pirata

#### Atuações especiais
- Germán Robles - Timoteo de Salamanca
- Jorge Trejo - Ángel
- Lorena Enríquez - Conchita
- Emoé de la Parra - Mercedes Vda. de De Salamanca
- Aurora Clavel
- Sheyla
- Tina Romero
- Toño Mauri - Álvaro Fernández de la Cueva, duque de Salvatierra.
- Rafael Inclán - Fred Lencastre

## Exibição

### No México
A trama estreou em 17 de setembro de 2007, substituindo Destilando amor às 21h. Porém, a partir de 21 de janeiro de 2008, foi transferida para às 22h, finalizando em 22 de fevereiro de 2008 e sendo substituída por Alma de hierro. Com a transferência de Pasión, o horário das 21h passou a ser ocupado pela telenovela Fuego en la sangre.
Foi reprisada pelo TLNovelas de 29 de abril a 06 de setembro de 2019, substituindo Como dice el dicho e sendo substituída por Alborada.

### No Brasil
Foi exibida no Brasil em horário nobre pelo canal CNT, entre 26 de abril e 7 de outubro de 2010 substituindo Amanhã é Para Sempre e sendo substituída por Alma Indomável.
Foi exibida pelo canal pago TLN Network entre 17 de outubro de 2016 a 24 de fevereiro de 2017 substituindo Menina Amada Minha e sendo substituída por A Madrasta.

## Audiência
A trama não alcançou o sucesso esperado, e obteve 19,8 pontos de média. 

## Prémios e nomeações
| Categoria                    | Nomeado (a)       | Resultado |
| ---------------------------- | ----------------- | --------- |
| Melhor telenovela            | Carla Estrada     | Nomeada   |
| Melhor atriz protagonista    | Susana González   | Nomeada   |
| Melhor ator protagonista     | Fernando Colunga  | Nomeado   |
| Melhor atriz antagonista     | Daniela Castro    | Nomeada   |
| Melhor ator antagonista      | José Elias Moreno | Nomeado   |
| Melhor atriz co-estrelar     | Marisol del Olmo  | Vencedora |
| Melhor ator co-estrelar      | Sebastián Rulli   | Nomeado   |
| Melhor primeira atriz        | Isela Vega        | Nomeada   |
| Melhor primeiro ator         | Germán Robles     | Vencedor  |
| Melhor história ou adaptação | María Zarattini   | Nomeada   |
| Melhor direção de cenas      | Monica Miguel     | Nomeada   |
| Melhor direção de câmaras    | Alejandro Frutos  | Nomeado   |

## Trilha sonora
- Capa: Fernando Colunga
- Gravadora: EMI

1. Pasión (Sarah Brightman e Fernando Lima) tema da abertura